# International Harvester
Інтернешнл Гарвестер (англ. International Harvester, IH) — американський виробник сільськогосподарської та будівельної техніки, автомобілів, комерційних вантажівок, автомобілів, газонокосарок та садових товарів, побутової техніки та іншого.

## Історія
Компанія заснована 1902 року шляхом злиттям McCormick Harvesting Machine Company та Deering Harvester Company.

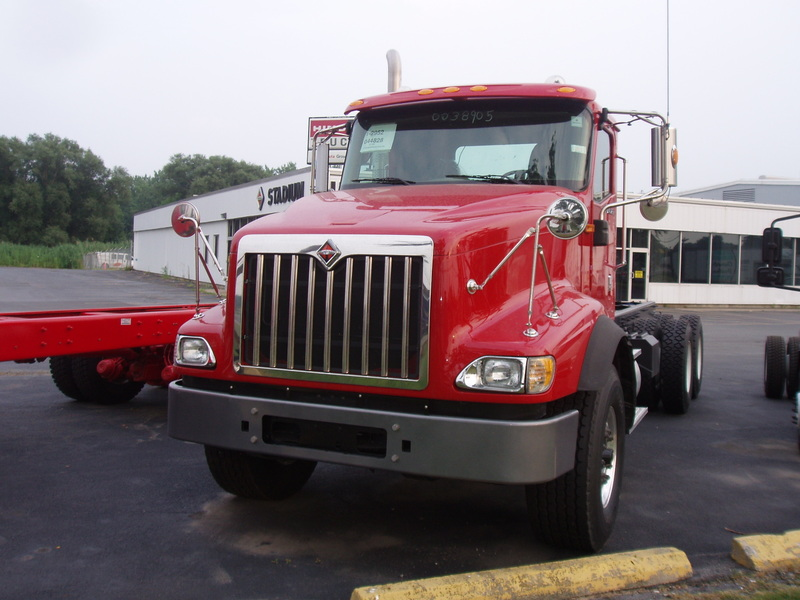
International Paystar 5900 SBA

До кінця 1970-х — провідний виробник сільгосптехніки, 1979 року компанія пережила руйнівний страйк, наслідком якого стала фактична ліквідація. 1984-го акціонери продали виробництво сільгоспмашин компанії Tenneco, яка незабаром закрила виробництво та ліквідувала марку IH.
Власники того, що залишилося від IH (виробництво автобусів і вантажівок під маркою International), 1986 року змінили назву компанії на Navistar International.